# (7659) 1993 CP1
(7659) 1993 CP1 là một tiểu hành tinh vành đai chính. Nó được phát hiện bởi Seiji Ueda và Hiroshi Kaneda ở Kushiro, Hokkaidō, Nhật Bản, ngày 15 tháng 2 năm 1993.